# Canal de Pellafol
Le canal de Pellafol est un ancien canal d'irrigation qui amenait l'eau de la Souloise à la plaine de Pellafol (Isère, France). Son tracé par endroits vertigineux en fait une des curiosités du défilé de la Souloise.

## Histoire
C'est aux environs de 1865 que nait le projet d'aller chercher l'eau de la Souloise jusqu'en Dévoluy pour arroser le plateau de Pellafol, riche terrain cultivable mais insuffisamment arrosé. En 1869, une association syndicale du canal est constituée. La construction, commencée en 1876, est particulièrement difficile ; on fait appel à une importante main d'œuvre locale et étrangère. Le canal est mis en eau en 1880 mais rapidement, il apparait que le débit est insuffisant et son entretien difficile. Dès 1890, l'utilisation du canal est arrêtée et en 1910, il est officiellement abandonné.

## Tracé
Le canal a son origine à la sortie nord de Saint-Disdier (Hautes-Alpes), à l'altitude de 1 015 mètres. De là, il suit la Souloise en rive gauche, passe le défilé des Gillardes, contourne le vallon de la Posterle et arrive à la côte 1000 au rocher des Ayes, au nord-ouest de la plaine de Pellafol, après avoir longé tout le flanc ouest de la plaine dont l'altitude moyenne est de 950 mètres. 
La longueur du canal avoisine les 10 kilomètres et l'ensemble du système d'irrigation déployé totalisait 59 kilomètres.

## Aspect technique
L'amorce du canal sur la Souloise se fait par un simple muret barrant la rivière, permettant d'orienter l'eau vers le canal dont l'entrée est munie d'une martelière. De là, il suit la rive gauche de la Souloise, gagnant rapidement en dénivelé depuis le lit du torrent du fait de la forte pente de la rivière. Dans le défilé de la Souloise, sur 2 kilomètres, il doit traverser une succession de pierriers en pente raide et de parois rocheuses verticales. Pour les petits pierriers, le canal est formé d'une conduite enterrée de section elliptique ; pour les pierriers plus importants, il est en tunnel, taillé dans la roche à quelques mètres de la surface, d'une section permettant le passage d'hommes. Dans les falaises, le canal est taillé en creux dans la roche, sur une profondeur d'un mètre, d'une hauteur permettant le passage d'un homme et bordé côté précipice par un muret de pierres assemblées à mi-hauteur, de manière à ménager l'écoulement des eaux. Après le défilé, sur un terrain plus meuble et moins accidenté, le canal est simplement creusé sur la pente, bordé par un modeste remblai et couvert sur quelques passages en éboulis.

## État actuel
À l'inverse de la plupart des canaux de moyenne montagne qui disparurent rapidement, sa position à l'écart de toute circulation humaine ou animale fait que la partie la plus importante du canal a été préservée.
Bien qu'abandonnée, la prise d'eau sur la Souloise est encore visible en contrebas de la route à la sortie nord de Saint-Disdier. Les premiers hectomètres du parcours disparaissent à la suite de l'établissement d'un nouveau tracé de la route sur la rive gauche de la Souloise. La traversée des deux falaises est intacte ainsi que le tunnel du grand pierrier qui les relie. Par contre, la traversée du pierrier suivant a été emportée par l'érosion et l'extrémité nord du conduit reste spectaculairement suspendue au-dessus du vide. Sur le kilomètre suivant, on trouve encore une alternance de tracés à l'air libre et de conduits couverts pour éviter les éboulis. Plus loin le canal, de forme classique, est facilement repérable sur le terrain bien que par endroits disparu. 
La traversée des falaises du défilé est visible depuis la route départementale 537 qui suit le fond de la vallée. Un sentier de découverte partant des sources Gillardes permet de suivre la partie aval du canal — la moins spectaculaire — jusqu'à Pellafol.

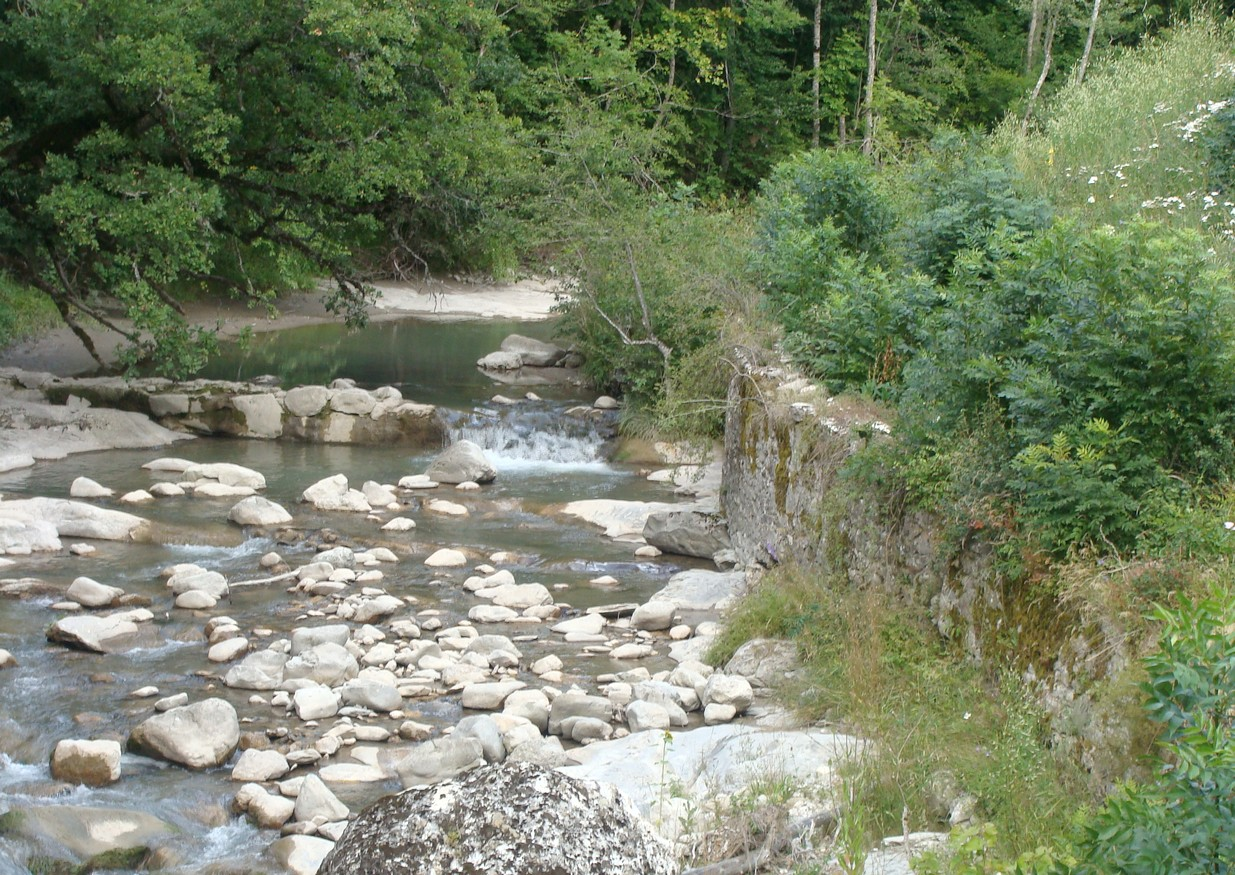
La prise du canal sur la Souloise à Saint-Disdier.
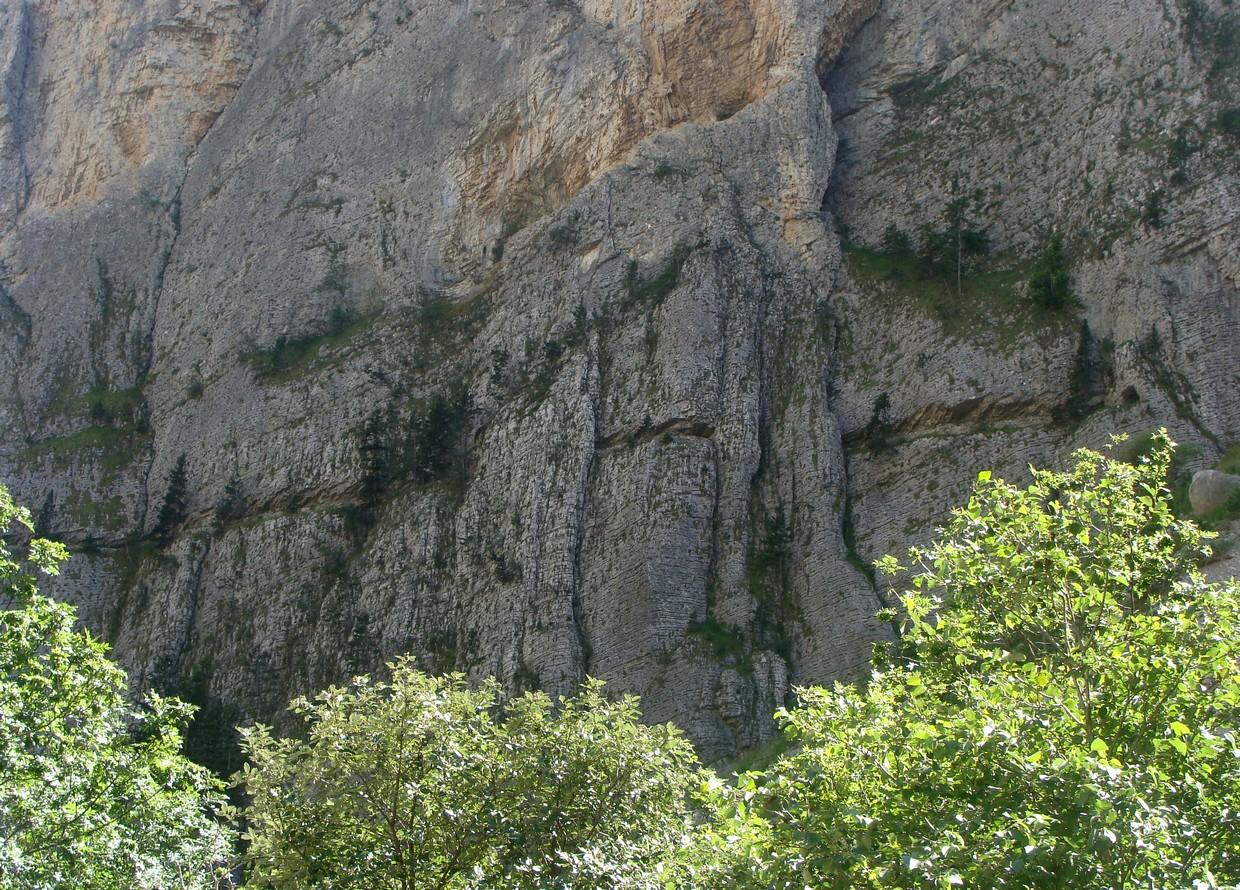
L'entaille du canal dans la falaise du défilé.
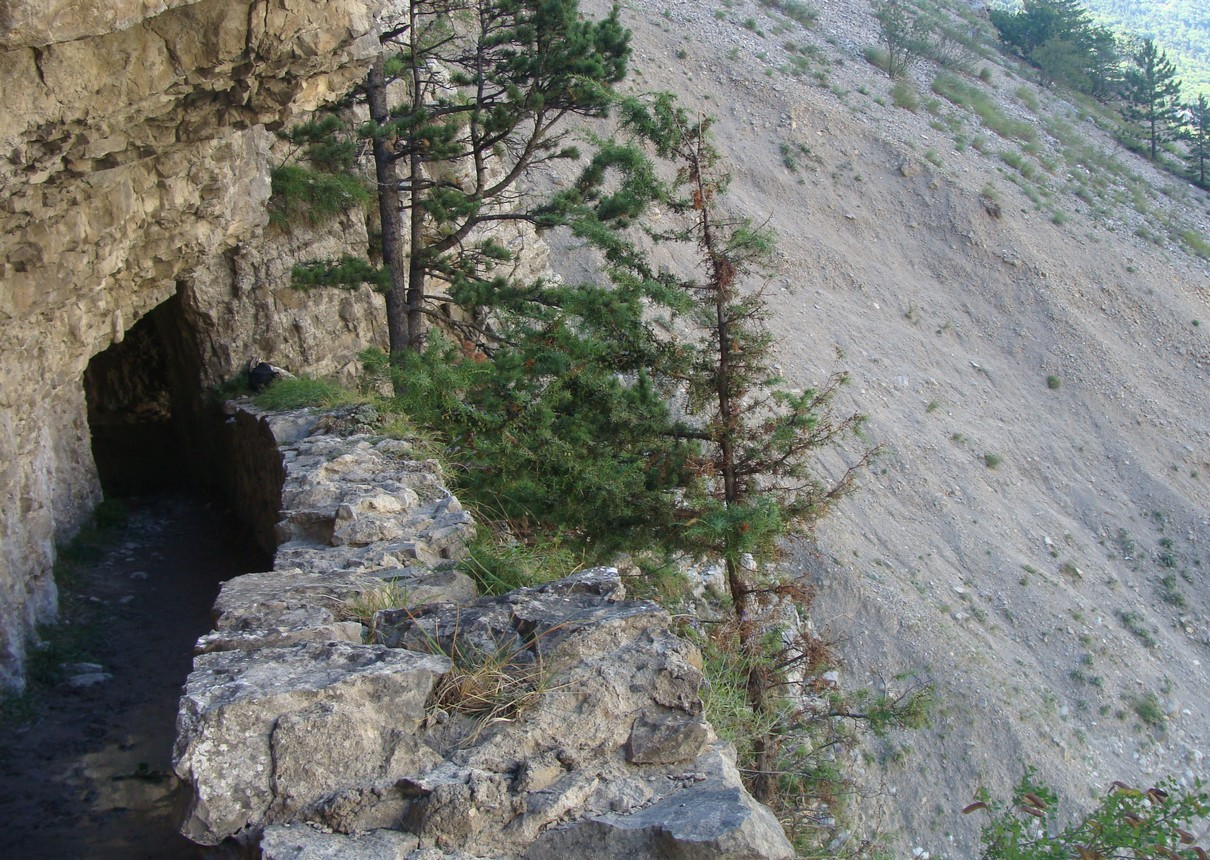
Le canal à l'approche d'un tunnel qui le fera passer sous un pierrier.
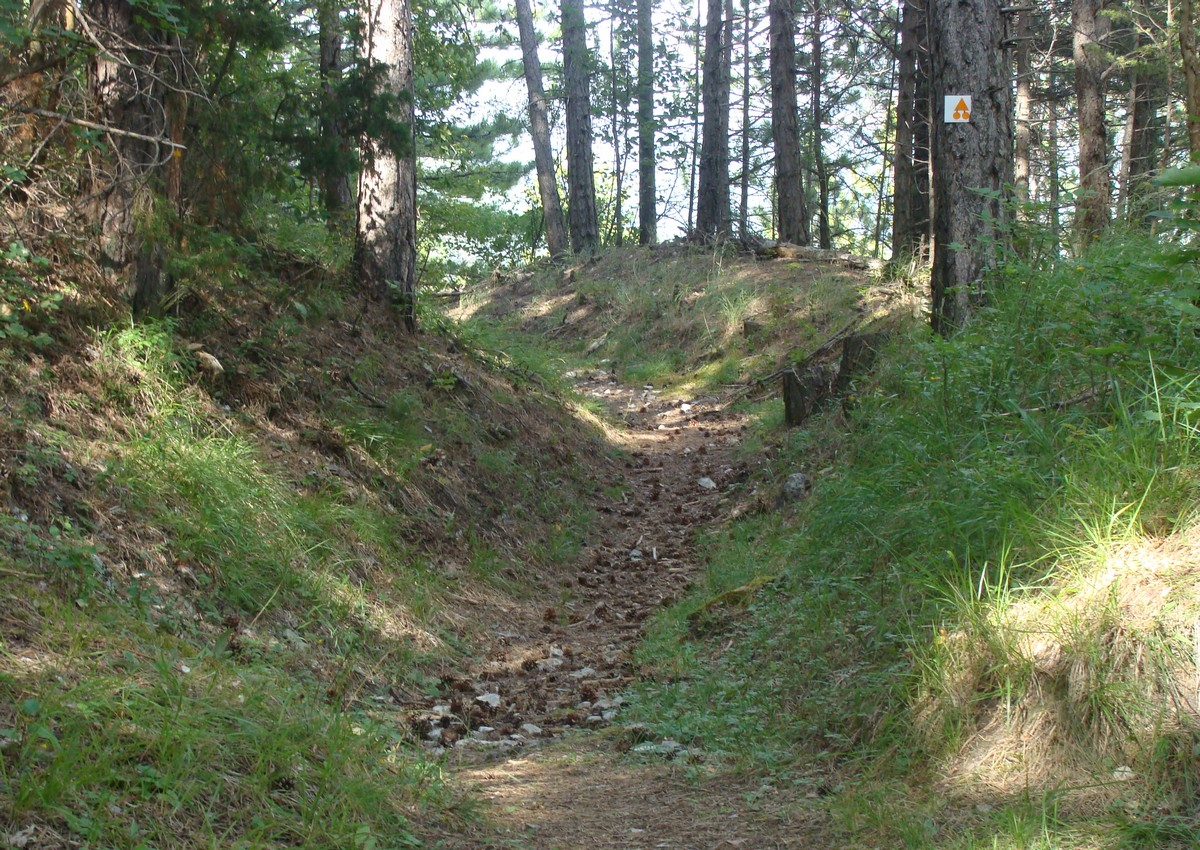
Le sentier de découverte sur le tracé du canal en aval des Gillardes.